# Пам'ятки історії та монументального мистецтва Донецька
На території, підпорядкованій Донецькій міськраді, на обліку перебуває 232 пам'ятки історії та 25 монументального мистецтва.

## Статистика
| район          | пам'яток історії | пам'яток монументального мистецтва |
| -------------- | ---------------- | ---------------------------------- |
| Будьонівський  | 7                | 0                                  |
| Ворошиловський | 27               | 19                                 |
| Калінінський   | 31               | 1                                  |
| Київський      | 20               | 2                                  |
| Кіровський     | 41               | 1                                  |
| Куйбишевський  | 10               | 0                                  |
| Ленінський     | 42               | 1                                  |
| Петровський    | 21               | 1                                  |
| Пролетарський  | 18               | 0                                  |
| Моспине        | 14               | 0                                  |

Традиційно для українських міст значна кількість пам'яток історії — це братські могили радянських воїнів — тут їх 32. Проте Донецьк став одним із небагатьох міст, де більша кількість поставлених на облік могил — це могили воїнів-афганців, у Донецьку таких 52. Серед діячів минулого, що втішаються кількома поставленими на облік пам'ятниками в Донецьку — радянський вождь В. І. Ленін (8 пам'ятників), та російські літератори О. С. Пушкін та М. Горький (2 пам'ятники). Крім того Донецьк славиться як місто з пам'ятниками, встановленими на честь живих людей — це пам'ятники Й. Кобзону та С. Бубці, обидва є пам'ятками історії місцевого значення.

## Повний список
| № за/п                             | Охоронний № | Найменування пам'ятки                                                                                       | Адреса                                                                                                 | Дата спорудження                                          | Автор                                                                               | Номер і дата рішення про взяття на держоблік               |
| ---------------------------------- | ----------- | --- | --- | --------------------------------------------------------- | ----------------------------------------------------------------------------------- | ---------------------------------------------------------- |
| Будьонівський район                |             | | |                                                           |                                                                                     |                                                            |
| Пам'ятки історії                   |             | | |                                                           |                                                                                     |                                                            |
| 1                                  | 8           | Братська могила борців за Радянську владу.                                                                  | вул. Волховстроя, 6.                                                                                   | 1958 р.                                                   | -                                                                                   | 17.12.1969 р. № 724                                        |
| 2                                  | 51          | Могила Чжана В. (Шен-лі), радянського воїна.                                                                | вул. Оршанська, 8.                                                                                     | 1961 р. рек. 1993 р.                                      | -                                                                                   | 17.12.1969 р. № 724                                        |
| 3                                  | 57          | Братська могила радянських воїнів Південного фронту.                                                        | вул. Сімонова, 14.                                                                                     | 1946 р.                                                   | -                                                                                   | 17.12.1969 р. № 724                                        |
| 4                                  | 55          | Братська могила радянських воїнів Південного фронту.                                                        | Ларинська сел/р, смт Ларине, вул. Вокзальна, 7.                                                        | 1957 р.                                                   | Скульптори: Бринь Л. А., Полонік В. П.                                              | 17.12.1969 р. № 724                                        |
| 5                                  | 99          | Пам'ятник Пушкіну О. С.                                                                                     | вул. Жовтня, 10.                                                                                       | 1959 р.                                                   | тираж                                                                               | 17.12. 1969 р. № 724                                       |
| 6                                  | 2008        | Пам'ятник «Енергетик».                                                                                      | вул. Арктики, 1.                                                                                       | 1978 р.                                                   | Скульптор Бринь Л. А. Архітектор Проценко В. Д.                                     | 19.04 1983 р. № 280р                                       |
| 7                                  | 2029        | Пам'ятник воїнам-землякам.                                                                                  | вул. Таганрозька, 19; МРЕО № 1.                                                                        | 1973 р.                                                   |                                                                                     | 12.02 1975 р. № 84                                         |
| Ворошиловський район               |             | | |                                                           |                                                                                     |                                                            |
| Пам'ятки історії                   |             | | |                                                           |                                                                                     |                                                            |
| 8/1.                               | 3           | Група могил борців за Радянську владу: братська могила продзагонівців-3 поодинокі могили-2                  | вул. Артема, 36; сквер ім. Загиблих комунарів                                                          | 1957 р.                                                   | Архітектори: Рєвін Є.А Куліков Н. В.                                                | 17.12.1969 р № 724                                         |
| 9/2.                               | 18          | Будинок в якому працював Гросман Василь Семенович, російський письменник                                    | вул. Артема.57                                                                                         | 1995                                                      | Скульптор: Балдін Ю.І Архітектор: Кішкань В. П.                                     | 29.03.1999 р 161                                           |
| 10/3.                              | 2063        | Будинок в якому навчався Мельников Л.Г, державний і громадський діяч СРСР                                   | вул. Артема,58                                                                                         | 1983 р.                                                   | Архітектор: Ксеневич В. Ф.                                                          | 10.11.1984 р № 663-р                                       |
| 11/4.                              | 2031        | Будинок в якому було відкрито гірничий технікум                                                             | вул. Артема,58: будинок Донецького технічного університету                                             | 1967 р.                                                   |                                                                                     | 10.11.1984 р № 663-р                                       |
| 12/5.                              | 2661        | Будинок в якому працював академік Пак Вітольд Степанович.                                                   | вул. Артема,58:                                                                                        | 1988 р.                                                   | Скульптор: Полонік В. П., Архітектор Бучек А. В.                                    | 15.09.1989р № 296                                          |
| 13/6.                              | 1990        | Пам'ятник воїнам-землякам, викладачам, студентам і співробітникам Донецького політехнічного інституту.      | вул. Артема, 96; біля 3-го навчального корпусу Донецького національного технічного університету.       | 1981 р.                                                   | Скульптор: Ясиненко М. В. Архітектор: Бучек В. С.                                   | 19.04.1983 р. № 280р                                       |
| 14/7.                              | 13          | Могила Грінкевича Ф. А., гвардії полковника.                                                                | вул. Артема, 123, сквер на Театральній площі.                                                          | 1943 р. рек. 1964 р.                                      | -                                                                                   | 17.12.1969 р. № 724                                        |
| 15/8.                              | 12          | Могила Гурова К. А., генерал-лейтенанта.                                                                    | вул. Артема, 123, сквер на Театральній площі.                                                          | 1954 р.                                                   | Скульптори: Білостоцький Ю. І., Фрідман Е. М. Архітектор: Іванченко М. К.           | 17.12.1969 р. № 724                                        |
| 16/9.                              | 2662        | Школа, в якій навчався Двужильний Ю. М, Герой Радянського Союзу.                                            | вул. Артема, 129-а; ОШ № 2.                                                                            | Меморіальнадошка: 1985 р.                                 | Скульптор: Порожнюк О. М. Архітектор: Кішкань В. П.                                 | 15.09.1989 р. № 296                                        |
| 17/10.                             | 11          | Могила стратонавтів, які загинули під час виконання службових обов'язків.                                   | пр-т ім. 25-річчя РККА; біля Палацу спорту «Шахтар».                                                   | 1953 р.                                                   | Скульптори: Білостоцький Ю. І., Фрідман Е. М., Пивоваров Г. Л.                      | 21.07.1965 р. № 711                                        |
| 18/11.                             | 2998        | Купецький особняк.                                                                                          | вул. Горького, 9.                                                                                      | кін. XIX — поч. XX ст.                                    | -                                                                                   | 8.04.1992 р. № 92                                          |
| 19/12.                             | 2999        | Купецький особняк.                                                                                          | вул. Горького, 14.                                                                                     | кін. XIX — поч. XX ст.                                    | -                                                                                   | 8.04.1992 р. № 92                                          |
| 20/13.                             | 3000        | Купецький особняк.                                                                                          | вул. Горького, 16.                                                                                     | кін. XIX — поч. XX ст.                                    | -                                                                                   | 8.04.1992 р. № 92                                          |
| 21/14.                             | 77          | Пам'ятник співробітникам органів внутрішніх справ, які загинули при виконанні службових обов'язків.         | вул. Горького, 61.                                                                                     | 1998 р.                                                   | Скульптор Порожнюк О. М. Архітектор Олійник О.П                                     | 21.06.2000 р. № 376                                        |
| 22/15.                             | 3101        | Будинок, у якому знаходилась підпільна друкарня.                                                            | вул. Жовтнева, 82.                                                                                     | 1901-05 рр.                                               | -                                                                                   | 8.04.1992 р. № 92                                          |
| 23/16.                             | 2           | Могила Бєрві- Флєровського В. В. (1829–1918), відомого соціолога, економіста та демократа.                  | пл. Комунарів, сквер.                                                                                  | 1955 р. рек. 1981 р.                                      | -                                                                                   | 17.12.1969 р. № 724                                        |
| 24/17.                             | 2664        | Будинок готелю «Велика Британія».                                                                           | вул. Постишева, 20.                                                                                    | Будинок: 1880 р. Меморіальнадошка: 1993 р.                | -                                                                                   | 15.09.1989 р. № 296                                        |
| 25/18.                             | 2982        | Купецький особняк.                                                                                          | вул. Постишева, 44.                                                                                    | кін. XIX — поч. XX ст.                                    | -                                                                                   | 8.04.1992 р. № 92                                          |
| 26/19.                             | 2983        | Будинок, у якому мешкав Кроль Д. Л, юзівський підприємець.                                                  | вул. Постишева, 55.                                                                                    | 1990 р.                                                   | -                                                                                   | 8.04.1992 р. № 92                                          |
| 27/20.                             | 1856        | Місце розстрілу патріотів міста.                                                                            | бульвар Пушкіна, 4.                                                                                    | 1980 р.                                                   | Архітектор: Гібрашвілі М. Г.                                                        | 19.04.1983 р. № 280-р                                      |
| 28/21.                             | 1989        | Пам'ятник воїнам-землякам, викладачам і студентам Донецького Державного університету.                       | вул. Університетська, 24.                                                                              | 1978 р.                                                   | Архітектор: Дорофєєв В. А. Художник: Бондаренко Є. С.                               | 19.04.1983 р. № 280-р                                      |
| 29/22.                             | 67          | Місце страти мирних мешканців міста.                                                                        | вул. Університетська, 51.                                                                              | Будинок: кін. 30-х рр. XX ст. Мемо-ріальна дошка: 1966 р. | -                                                                                   | 17.12.1969 р. № 724                                        |
| 30/23.                             | 91          | Будинок, у якому навчався Стус В. С, український поет.                                                      | вул. Університетська, 24; будинок філфаку Донецького національного університету                        | 19 вересня 2001 р.                                        | Скульптор: Піскун В.,Ф. Архітектор: Бринь Л. А.                                     | 25.04.2003 р. № 418                                        |
| 31/24.                             | 2979        | Будинок, у якому знаходилась «Братня школа».                                                                | вул. Челюскінців, 49.                                                                                  | Меморіальнадошка: 1993 р.                                 | -                                                                                   | 8.04.1992 р. № 92                                          |
| 32/25.                             | 2665        | Будинок, у якому було вбито Лагутенка І. П., члена РКП(б)У, Голову споживкооперації.                        | вул. Челюскінців, 54.                                                                                  | 1993 р.                                                   | -                                                                                   | 15.09.1989 р. № 296                                        |
| 33/26.                             | 1858        | Будинок, у якому мешкав Мєдвєдєв Д. М., письменник, Герой Радянського Союзу.                                | вул. Челюскінців, 55.                                                                                  | Будинок: 1913 р. Меморіальна дошка: 1978 р.               | Скульптор: Костін В. М.                                                             | 19.04.1983 р. № 280-р                                      |
| 34/27.                             | 10          | Пам'ятний знак донеччанам — жертвам Чорнобильської трагедії.                                                | сквер біля Південного автовокзалу.                                                                     | 26 квітня 1996 р.                                         | Скульптор: Балдін Ю. І. Архітектор: Колесник М. І.                                  | 29.03.1999 р. № 161                                        |
| Пам'ятки монументального мистецтва |             | | |                                                           |                                                                                     |                                                            |
| 35/28.                             | 98          | Пам'ятник Солов'яненку А. Б., співаку, народному артисту України.                                           | вул. Артема, 82; біля будинку Донецького академічного театру опери та балету ім. Солов'яненка          | 31 травня 2002 р.                                         | Скульптор: Скорих О. М., Архітектор: В'язовський В. Є.                              | 25.04.2003 р. № 418                                        |
| 36/29.                             | 95          | Пам'ятник Юзу Д., засновнику м. Донецька                                                                    | вул. Артема, 94; біля 3-го навчального корпусу Донецького національного технічного університету.       | 2001 р.                                                   | Скульптор: Скорих О.М                                                               | 25.04.2003 р. № 418                                        |
| 37/30.                             | 69          | Пам'ятник Леніну В. І.                                                                                      | площа ім. Леніна.                                                                                      | 1967 р.                                                   | Скульптор: Кунцевич Е. М. Архітектори: Іванченко В. М., Іванченко М. К.             | 21.01.1967 р. № 58 16.05.1967 р. № 330                     |
| 38/31.                             | 101         | Пам'ятник Пушкіну О. С., російському поету.                                                                 | б-р ім. Пушкіна.                                                                                       | 1969 р.                                                   | Скульптор: Гінзбург Н. А. Архітектор: Томілло Я. І.                                 | 17.12.1969 р. № 724                                        |
| 39/32.                             | 102         | Пам'ятник Шевченку Т. Г., українському поету.                                                               | б-р ім. Пушкіна.                                                                                       | 1955 р.                                                   | Скульптори: Вронський М. К., Олійнік О. П. Архітектор: Шарапенко В. О.              | 25.12.1953 р. № 2726                                       |
| 40/33.                             | 88          | Пам'ятник Артему (Сєргєєву Ф. А.), радянському державному і партійному діячу.                               | площа Радянська.                                                                                       | 1967 р.                                                   | Скульптор: Костін В. М. Архітектори: Яковлев Н. К., Піддубний М. М.                 | 17.12.1969 р. № 724                                        |
| 41/34                              | 1857        | Будинок, у якому зупинявся Артем (Сєргєєв Ф. А.), революціонер                                              | вул. Артема, 61.                                                                                       | Будинок: поч. XX ст. Меморіальна дошка: 1977 р.           | Скульптор Скорих О. М.                                                              | 19.04. 1983 р. № 280-р                                     |
| 42/35                              | 74          | Будинок, у якому працював Дегтярьов В.І, політичний і громадський діяч України                              | Вул. Артема 74                                                                                         | 1995                                                      | Скульптор Балдін Ю.І                                                                | 29.03. 1999 р. № 161                                       |
| 43/36                              | 2596        | Будинок, у якому працював Галкін О.О -.академік                                                             | Вул. Р. Люксембург.72                                                                                  | Будинок 1970                                              | Скульптор Шмарін Л. Архітектор Шеховцов В. М.                                       | 19.06 1991 р. № 210                                        |
| 44/37                              | 2663        | Будинок, у якому знаходилась конспіративна квартира Борисова О. І, підпільника                              | вул. Постишева, 7.                                                                                     | 1981 р., Будинок: до 1917 р.                              |                                                                                     | 15.09 1989 р. № 296                                        |
| 45/38                              | 90          | Пам'ятник Дзержинському Ф. Е., радянському державному і партійному діячу.                                   | площа ім. Дзержинського.                                                                               | 1937 р. рек. 1968 р.                                      | Скульптор Бєлашова О. Ф.                                                            | 17.12. 1969 р. № 724                                       |
| 46/39                              | 2660        | Місце проведення мітингу шахтарів та металургів Юзівки                                                      | вул. Федора Зайцева, 2, площа перед будинком заочного торговельного технікуму                          | 1977 р.                                                   |                                                                                     | 15.09 1989 р. № 296                                        |
| 47/40.                             | 2046        | Будинок, на якому було піднято Червоний Прапор на честь звільнення міста                                    | вул. Артема, 82; будинок Донецького національного академічного театру опери та балету ім. Солов'яненка | Будинок: 1936-41 рр. Меморіальна дошка: 1983 р.           | Архітектор Шеховцов В. М. Майстер: Леончук В. С.                                    | 22.02. 1984 р № 97                                         |
| 48/41.                             | 1860        | Будинок, у якому друкувалися антифашистські листівки.                                                       | вул. Постишева, 117.                                                                                   | 1977 р.                                                   | Архітектор Гібрашвілі М. Г.                                                         | 19.04. 1983 р. № 280-р                                     |
| 49/42                              | 1760        | Будинок, у якому розташовувався штаб 383-ї Шахтарської дивізії.                                             | вул. Постишева, 117.                                                                                   | Будинок: 1939 р. Меморіальнадошка: 1967 р.                |                                                                                     | 17.12 1969 р. № 724                                        |
| 50/ 43.                            | 16          | Будинок, у якому жив Байдебура П. А., відомий український письменник.                                       | вул. Артема, 127                                                                                       | 1994 р.                                                   |                                                                                     | 29.03. 1999р № 161                                         |
| 51/44.                             | 1994        | Місце виступу Калініна М. І., державного і громадського діяча СРСР                                          | вул. Кобозева,5                                                                                        |                                                           |                                                                                     | 19.04. 1969 р. № 724                                       |
| 52/45.                             | 1859        | Будинок, у якому мешкав Любавін П. М., державний і громадський діяч України                                 | ввул. Горького,148                                                                                     |                                                           | Скульптор Полонік В. П.                                                             | 19.04. 1983 р. № 280                                       |
| 53/46.                             | 66          | Будинок Юзівського комітету більшовиків                                                                     | вул. Артема, 9                                                                                         | Будинок: поч. ХХст. Меморіальна дошка: 1954 р.            | -                                                                                   | 17.12.1969 р. № 724                                        |
| Калінінський район                 |             | | |                                                           |                                                                                     |                                                            |
| Пам'ятки історії                   |             | | |                                                           |                                                                                     |                                                            |
| 54/1.                              | 14          | Місце масової страти мирних мешканців.                                                                      | пр-т Полеглих комунарів, 81.                                                                           | 1960 р. рек. 1985 р.                                      | -                                                                                   | 17.12.1969 р. № 724                                        |
| 55/2.                              | 1766        | Пам'ятник воїнам-землякам.                                                                                  | пр-т Ілліча, 16; територія медичного університету.                                                     | 1970 р.                                                   | Скульптор: Ясиненко М. В.                                                           | 12.02.1975 р. № 84                                         |
| 56/3.                              | 5           | Пам'ятник Толбухіну Ф. І, Герою Радянського Союзу, Маршалу.                                                 | перехрестя пр-ту Ілліча і вул. Улянової. М І.                                                          | 1995 р.                                                   | Скульптор: Полонік В. П., Архітектор: Лукін А. Л.                                   | 26.12.1995 р. № 138                                        |
| 57/4.                              | 89          | Пам'ятник Калініну М. І., радянському державному діячеві.                                                   | площа Миру.                                                                                            | 1963 р.                                                   | Скульптор: Бринь Л. А.                                                              | 17.12.1969 р. № 724                                        |
| 58/5.                              | 1814        | Братська могила жертв фашизму.                                                                              | Мушкетівський цвинтар, 5 ділянка, 5 корпус.                                                            | 1963 р.                                                   | -                                                                                   | 12.02.1975 р. № 84                                         |
| 59/6.                              | 15          | Братська могила жертв фашизму.                                                                              | Мушкетівський цвинтар, 5 ділянка, 5 корпус.                                                            | 1963 р.                                                   | -                                                                                   | 21.06.2000 р. № 376                                        |
| 60/7.                              | 1           | Братська могила революціонерів, які загинули у боротьбі з жандармами.                                       | Мушкетівський цвинтар, 3 ділянка, 1 корпус.                                                            | 1961 р.                                                   | -                                                                                   | 17.12.1969 р. № 724                                        |
| 61/8                               | 17          | Меморіал на честь радянських воїнів Південного фронту.                                                      | Мушкетівський цвинтар; Площа Слави, 5 дільниця, 6 корпус.                                              | 1975 р.                                                   | -                                                                                   | 17.12.1969 р. № 724                                        |
| 62/9                               | 61          | Могила Богославського В. М., радянського вченого, хірурга.                                                  | Мушкетівський цвинтар; 5 дільниця, 1 корпус.                                                           | 1954 р.                                                   | -                                                                                   | 17.12.1969 р. № 724                                        |
| 63/10                              | 2836        | Могила Вовка С.І, воїна-афганця                                                                             | Мушкетівський цвинтар                                                                                  | 1983 р.                                                   | -                                                                                   | 12.06.1991 р. № 210                                        |
| 64/11.                             | 2940        | Могила Гаркуші К. Д, Героя Радянського Союзу                                                                | Мушкетівський цвинтар                                                                                  | 1984 р.                                                   | -                                                                                   | 12.06.1991 р. № 210                                        |
| 65/12                              | 2859        | Могила Голобородька О.Є, воїна-афганця.                                                                     | Мушкетівський цвинтар                                                                                  | 1984 р.                                                   | -                                                                                   | 12.06.1991 р. № 210                                        |
| 66/13.                             | 2825        | Могила Гуделенка Д. Л, воїна-афганця.                                                                       | Мушкетівський цвинтар                                                                                  | 1984 р.                                                   | -                                                                                   | 12.06.1991 р. № 210                                        |
| 67/14                              | 2824        | Могила Довгулі В. М, воїна-афганця, лейтенанта                                                              | Мушкетівський цвинтар                                                                                  | 1986 р.                                                   | -                                                                                   | 12.06.1991 р. № 210                                        |
| 68/15.                             | 2939        | Могила Заікіна С. Я., Героя Радянського Союзу.                                                              | Мушкетівський цвинтар                                                                                  | 1984 р.                                                   | -                                                                                   | 12.06.1991 р. № 210                                        |
| 69/16                              | 6           | Могила Кірєєва В. І, воїна-афганця, підполковника.                                                          | Мушкетівський цвинтар                                                                                  | 1988 р.                                                   | -                                                                                   | 21.06.2000 р. № 376                                        |
| 70/17.                             | 62          | Могила Коппа І. Ф., радянського вченого, медика.                                                            | Мушкетівський цвинтар, 5 ділянка, 5 корпус.                                                            | 1961 р.                                                   | -                                                                                   | 17.12.1969 р. № 724                                        |
| 71/18                              | 2860        | Могила Кулєшова С. Г, воїна-афганця.                                                                        | Мушкетівський цвинтар                                                                                  | 1984 р.                                                   | -                                                                                   | 12.06.1991 р. № 210                                        |
| 72/19                              | 2941        | Могила Моженка П У, Героя Радянського Союзу.                                                                | Мушкетівський цвинтар                                                                                  | 1986 р.                                                   | -                                                                                   | 12.06.1991 р. № 210                                        |
| 73/20.                             | 1761        | Могила Овнатаняна К. Т., заслуженого діяча УРСР, доктора медичних наук.                                     | Мушкетівський цвинтар, 5 ділянка, 5 корпус.                                                            | 1971 р.                                                   | -                                                                                   | 12.02.1975 р. № 84                                         |
| 74/21                              | 2834        | Могила Пластовця О. О, воїна-афганця.                                                                       | Мушкетівський цвинтар                                                                                  | 1984 р.                                                   | -                                                                                   | 12.06.1991 р. № 210                                        |
| 75/22                              | 2976        | Могила Олександрова М. О, Героя Радянського Союзу.                                                          | Мушкетівський цвинтар                                                                                  | 1971 р.                                                   | -                                                                                   | 8.04.1992 р. № 92                                          |
| 76/23.                             | 2835        | Могила Ремесника О. В, воїна-афганця.                                                                       | Мушкетівський цвинтар                                                                                  | 1980 р.                                                   | -                                                                                   | 12.06.1991 р. № 210                                        |
| 77/24                              | 2843        | Могила Романова І. А, воїна-афганця.                                                                        | Мушкетівський цвинтар                                                                                  | 1983 р.                                                   | -                                                                                   | 12.06.1991 р. № 210                                        |
| 78/25                              | 2978        | Могила Тахтая О. К, радянського вченого, археолога.                                                         | Мушкетівський цвинтар                                                                                  | 1963 р.                                                   | -                                                                                   | 8.04.1992 р. № 92                                          |
| 79/26                              | 2942        | Могила Харитонова П. Т Героя Радянського Союзу.                                                             | Мушкетівський цвинтар                                                                                  | 1987 р.                                                   | -                                                                                   | 12.06.1991 р. № 210                                        |
| 80/27                              | 1762        | Могила Черкашиної Л.Э, відомої донецької письменниці.                                                       | Мушкетівський цвинтар, 3 ділянка, 1 корпус.                                                            | 1964 р.                                                   | -                                                                                   | 12.02.1975 р. № 84                                         |
| 81/28.                             | 2045        | Пам'ятник воїнам-землякам, медичним сестрам.                                                                | б-р ім. Шевченка, 34; біля медичного училища.                                                          | 1980 р.                                                   | Скульптор: Порожнюк О. М.                                                           | 22.02.1984 р. № 97                                         |
| 82/29.                             | 2007        | Пам'ятник Калініну М. І., радянському державному діячу.                                                     | б-р ім. Шевченка, 75.                                                                                  | 1977 р.                                                   | Скульптор: Ясиненко М. В.                                                           | 19.04.1983 р. № 280р                                       |
| 83/30.                             | 81          | Могила Шутова В. В.-відомого донецького письменика                                                          | Мушкетівський цвинтар, біля ритуального майданчика                                                     | 1989                                                      | -                                                                                   | Постанова Колегії Упр. Культури № 5.18.3. 2005.            |
| 84/31.                             | 1768        | Пам'ятник Горькому О. М., радянському письменнику                                                           | пр-т Ілліча, 16                                                                                        | 1969 р.                                                   | Скульптор: Бринь Л. А.                                                              | 12.02. 1975 р. № 84                                        |
| Пам'ятки монументального мистецтва |             | | |                                                           |                                                                                     |                                                            |
| 85/32.                             | 97          | Пам'ятник Горькому О. М., російському письменнику.                                                          | територія Медичного університету.                                                                      | 1977 р.                                                   | Скульптор: Ясиненко М. В. Архітектор: Бучек В. С.                                   | 17.12. 1969 р. № 724                                       |
| Київський район                    |             | | |                                                           |                                                                                     |                                                            |
| Пам'ятки історії                   |             | | |                                                           |                                                                                     |                                                            |
| 86/1                               | 83          | Пам'ятник Бубці С. Н.- спортсмену, олімпійському чемпіону.                                                  | вул. Артема, стадіон «Олімпійський».                                                                   | 1999 р.                                                   | Скульптор: Ясиненко М. В., Архітектор: Бучек В. С.                                  | 21.06.2000 р. № 376                                        |
| 87/2                               | 87          | Пам'ятник Дегтярьову В. І., видатному громадському і політичному діячу.                                     | вул. Артема, 155; біля ЗОШ № 54.                                                                       | 21 листопада 2001 р.                                      | Скульптор: Балдін Ю. І., Архітектор: Лукін А. Л.                                    | (Постанова Колегії Управління культури) 25.04.2003 р. № 48 |
| 88/3.                              | 104         | Пам'ятник Космодем'янській З. О., Герою Радянського Союзу.                                                  | вул. Артема, 155.                                                                                      | 1965 р.                                                   | Скульптор: Гонтар С. О.                                                             | 8.09.1973 р. № 475                                         |
| 89/4.                              | 64          | Пам'ятник воїнам-землякам, 55-ти робітникам заводу точного машинобудування.                                 | провулок Буслаєва, 1; територія заводу точного машинобудування.                                        | 1967 р.                                                   | Скульптор: Ракитянський К. Є. Архітектор: Проценко В. Д.                            | 17.12.196 р. № 724                                         |
| 90/5.                              | 30          | Братська могила радянських воїнів.                                                                          | с-ще Гладковка; територія ЗОШ № 61.                                                                    | 1992 р.                                                   | -                                                                                   | 21.06.200 р. № 376                                         |
| 91/6                               | 80          | Пам'ятник журналістам, які загинули в роки Великої Вітчизняної війни.                                       | пр-т Київський, 48; біля Будинку друку.                                                                | 1990 р., 1999 р.                                          | Скульптор: Балдін Ю. І., Архітектор: Кішкань В. П.                                  | 29.03.199 р. № 161                                         |
| 92/7.                              | 32          | Пам'ятник загиблим воїнам-афганцям Донецької області.                                                       | Парк ім. Ленінського комсомолу.                                                                        | 7 травня 1996 р.                                          | Скульптор: Тьомкін Є. М. Архітектор: Порожнюк О. М.                                 | 29.03.199 р. № 161                                         |
| 93/8                               | 82          | Пам'ятний знак «Пальма Мерцалова».                                                                          | вул. Челюскінців, 189-а.                                                                               | 1999 р.                                                   | Коваль: Каспрук С.                                                                  | 21.06.2000 р. № 376                                        |
| 94/9                               | 2868        | Могила Борщевицького О. С, воїна-афганця, старшого лейтенанта.                                              | Щегловський цвинтар, корп. 2, ряд 4, мог. 7.                                                           | 1980 р.                                                   | -                                                                                   | 12.06.199 р. № 210                                         |
| 95/10.                             | 2858        | Могила Рудого В. І, воїна-афганця, рядового.                                                                | Щегловський цвинтар, ряд 1, мог. 3.                                                                    | 1985 р.                                                   | -                                                                                   | 12.06.199 р. № 210                                         |
| 96/11.                             | 79          | Пам'ятник Балліну М. П, першому українському кооператору.                                                   | вул. Щорса, 77-а                                                                                       | 1999 р.                                                   | Скульптор: Посполітак М. К.                                                         | 21.06.200 р. № 376                                         |
| 97/12                              | 86          | Пам'ятник Кобзону И. Д.-співаку народному артисту СРСР                                                      | Київський р-н Вул. Челюскінців 189 Біля палацу молоді «Юність»                                         | Сер.03                                                    | Скульптор: Руковішніков О. И.                                                       | Постанова Колегії Упр. Культури № 5 18.03.2005             |
| 98/13                              | 106         | Пам'ятник «Слава шахтарській праці»                                                                         | Шахтарська площа.                                                                                      | 1964 р. рек. 1966 р.                                      | Скульптор: Ракитянський К. Є. Архітектор: Віглєргауз П. І.                          | 17.12.196 р. № 724                                         |
| 99/14                              | 1727        | Пам'ятник жінці — матері                                                                                    | пр. Панфілова,3                                                                                        | 10.05.2003.                                               | Скульптор Калантарян К. А.                                                          | ПостановаКолегії Упр. Культури 5\11 від 7.5..2003 р.       |
| 100/15                             | 2005        | Пам'ятник Дзержинському Ф. Е.                                                                               | пр. Засядька, 13.                                                                                      | 1977 р.                                                   | Скульптор Баранов М. А.                                                             | 19.04 1983 р. № 280р                                       |
| 101/16                             | 2050        | Пам'ятник Леніну В. І.                                                                                      | пр. Засядька, 13; територія школи міліції.                                                             | 1983 р.                                                   | Тираж                                                                               | 22.02. 1984 р. № 97р                                       |
| 102/17                             | 1820        | Пам'ятник Феліксу Кону, діячу Комуністичної партії і міжнародного руху.                                     | вул. Савченка, 1.                                                                                      | 1966 р.                                                   |                                                                                     | 13.04 1977 р. № 239                                        |
| 103/18                             | 68          | Будинок, у якому жив і працював Горбатов Б. А., радянський письменник.                                      | вул. Байдукова, 70                                                                                     | 1950-51 рр.                                               | Будинок: 1947 р. Меморіальна дошка: 1966 р                                          | 17.12 1969 р. № 724                                        |
| 104/19                             | 2933        | Пам'ятний знак на честь організації осередку більшовиків на чолі із Суглицьким М. Є.                        | вул. Жмури, 1                                                                                          | 1983 р                                                    |                                                                                     | 12.06. 1991 р. № 210                                       |
| 105/20                             | 1991        | Пам'ятний знак льотчикам 268-го Червонопрапорного винищувального полку                                      | пр-т Київський, 21.                                                                                    | 1981 р.                                                   | Автори: група інженерів «ПромбудНІІ проекту»                                        | 19.04 1983 р. № 280р                                       |
| Пам'ятки монументального мистецтва |             | | |                                                           |                                                                                     |                                                            |
| 106/21                             | 2060        | Монумент визволителям Донбасу.                                                                              | Парк ім. Ленінського комсомолу.                                                                        | 1984 р.                                                   | Скульптори: Балдін Ю. І., Порожнюк О. М. Архітектори: Кішкань В. П., Ксеневич М. Я. | 10.11.198 р. № 663р                                        |
| 107/22                             | 2049        | Пам'ятник Леніну В. І.                                                                                      | вул. Буслаєва, 1; біля заводу Точмаш                                                                   | 1976 р.                                                   | Скульптори: Сінкевич Ю. Л., Прицюк І. Я. Архітектор Бучек В. С.                     | 22.02. 1984 р. № 97р                                       |
| Кіровський район                   |             | | |                                                           |                                                                                     |                                                            |
| Пам'ятки історії                   |             | | |                                                           |                                                                                     |                                                            |
| 108/1                              | 27          | Могила Савченка І.Є, радянського воїна.                                                                     | вул. Айлантова, цвинтар.                                                                               | 1985 р.                                                   | -                                                                                   | 10.11.198 р. № 663-р                                       |
| 109/2                              | 1810        | Пам'ятне місце політичного страйку шахтарів.                                                                | на розі вул. Державної і вул. Петровського.                                                            | 1967 р.                                                   | Проект Барикіна А.                                                                  | 13.04.197 р. № 239                                         |
| 110/3                              | 25          | Братська могила радянських воїнів Південного фронту.                                                        | вул. Кірова, 90; територія заводу іграшок.                                                             | 1957 р.                                                   | -                                                                                   | 17.12.196 р. № 724                                         |
| 1114                               | 28          | Братська могила радянських воїнів Південного фронту.                                                        | вул. Кірова, 114; районний парк.                                                                       | 1958 р.                                                   | Скульптор: Гевеке П. П.                                                             | 17.12.196 р. № 724                                         |
| 112/5                              | 26          | Братська могила радянських воїнів Південного фронту.                                                        | вул. Кірова, 145; парк.                                                                                | 1963 р.                                                   | -                                                                                   | 17.12.1969 р. № 724                                        |
| 113/6                              | 19          | Могила Куценка Н. Є., радянського льотчика.                                                                 | вул. Куценка, 9.; сквер шахти «Лідіївка».                                                              | 1969 р.                                                   | -                                                                                   | 5.09.1973 р. № 475                                         |
| 114/7                              | 20          | Могила Вербаноля А. А., підпільника.                                                                        | вул. Ломоносова; парк ВАТ «Донецьккокс»                                                                | 1966 р. рек. 1989 р.                                      | -                                                                                   | 5.09.1973 р. № 475                                         |
| 115/8                              | 21          | Братська могила радянських воїнів Південного фронту.                                                        | між вул. Ломоносова і вул. Джамбула; парк ВАТ «Донецьккокс»                                            | 1953 р. рек. 1989 р.                                      | -                                                                                   | 17.12.1969 р. № 724                                        |
| 116/9                              | 2003        | Школа, у якій навчалися Жердєв Н. П., Ляшенко І. М. і Кузьмін В. С., Герої Радянського Союзу.               | вул. К.Маркса, 10; ЗОШ № 93.                                                                           | Будинок: поч. XX ст. Меморіальна дошка: 1970 р.           | -                                                                                   | 19.04.1983 р. № 280р                                       |
| 117/10                             | 2065        | Школа, у якій навчалися комсомольці-підпільники.                                                            | вул. К.Маркса, 10; ЗОШ № 93.                                                                           | 1984 р.                                                   | -                                                                                   | 10.11.1984 р. № 97                                         |
| 118/11                             | 1812        | Братська могила радянських воїнів.                                                                          | вул. Петровського, 84; сквер ім. 30-річчя Перемоги.                                                    | 1975 р.                                                   | -                                                                                   | 13.04.1977 р. № 239                                        |
| 119/12.                            | 2977        | Пам'ятний знак жертвам війни та політичних репресій.                                                        | між вулицями Пінтера та Айлантовою.                                                                    | 1991 р.                                                   | -                                                                                   | 8.04.1992 р. № 92                                          |
| 120/13                             | 23          | Братська могила радянських воїнів Південного фронту.                                                        | вул. Сінцова, 1; сквер.                                                                                | 1951 р.                                                   | -                                                                                   | 17.12.1969 р. № 724                                        |
| 121/14.                            | 31          | Могила Радченка Н. П., полковника.                                                                          | вул. Сінцова, 1; сквер шахти «Кіровська».                                                              | 1950 р.                                                   | -                                                                                   | 17.12.1969 р. № 724                                        |
| 122/15.                            | 2856        | Могила Авдєєва Ю. А, воїна-афганця, молодшого сержанта.                                                     | цвинтар шахти № 29.                                                                                    | 1981 р.                                                   | -                                                                                   | 12.06.1991 р. № 210                                        |
| 123/16                             | 2853        | Могила Анфьорова П. М, воїна-афганця, рядового                                                              | цвинтар шахти № 29.                                                                                    | 1983 р.                                                   | -                                                                                   | 12.06.1991 р. № 210                                        |
| 124/17.                            | 2821        | Могила Бурми П. О, воїна-афганця, рядового .                                                                | цвинтар шахти № 29.                                                                                    | 1986 р.                                                   | -                                                                                   | 12.06.1991 р. № 210                                        |
| 125/18                             | 2865        | Могила Ващенка В. Є, воїна-афганця, майора.                                                                 | цвинтар шахти № 29.                                                                                    | 1988 р.                                                   | -                                                                                   | 12.06.1991 р. № 210                                        |
| 126/19.                            | 2852        | Могила Гарнагіна Ю. А, воїна-афганця, майора.                                                               | цвинтар шахти № 29.                                                                                    | 1983 р.                                                   | -                                                                                   | 12.06.1991 р. № 210                                        |
| 127/20.                            | 2855        | Могила Даніленка О. О, воїна-афганця, сержанта.                                                             | цвинтар шахти № 29.                                                                                    | 1982 р.                                                   | -                                                                                   | 12.06.1991 р. № 210                                        |
| 128/21.                            | 2837        | Могила Дроздова І. А, воїна-афганця, рядового.                                                              | цвинтар шахти № 29.                                                                                    | 1984 р.                                                   | -                                                                                   | 12.06.1991 р. № 210                                        |
| 129/22                             | 2851        | Могила Зіміна М. М, воїна-афганця, капітана.                                                                | цвинтар шахти № 29.                                                                                    | 1984 р.                                                   | -                                                                                   | 12.06.1991 р. № 210                                        |
| 130/23                             | 2854        | Могила Зінченка І. А, воїна-афганця, рядового.                                                              | цвинтар шахти № 29.                                                                                    | 1983 р.                                                   | -                                                                                   | 12.06.1991 р. № 210                                        |
| 131/24.                            | 2857        | Могила Ліфоренка В. А, воїна-афганця, молодшого сержанта.                                                   | цвинтар шахти № 29.                                                                                    | 1985 р.                                                   | -                                                                                   | 12.06.1991 р. № 210                                        |
| 132/25.                            | 2817        | Могила Мироненка П. І, воїна-афганця, рядового.                                                             | цвинтар шахти № 29.                                                                                    | 1986 р.                                                   | -                                                                                   | 12.06.1991 р. № 210                                        |
| 133/26                             | 2842        | Могила Полуляха М. П, воїна-афганця, єфрейтора.                                                             | цвинтар шахти № 29.                                                                                    | 1983 р.                                                   | -                                                                                   | 12.06.1991 р. № 210                                        |
| 134/27                             | 2845        | Могила Птіцина Ю. В, воїна-афганця, молодшого сержанта.                                                     | цвинтар шахти № 29.                                                                                    | 1985 р.                                                   | -                                                                                   | 12.06.1991 р. № 210                                        |
| 135/28                             | 2866        | Могила Снурніцина О. В, воїна-афганця, лейтенанта.                                                          | цвинтар шахти № 29.                                                                                    | 1980 р.                                                   | -                                                                                   | 12.06.1991 р. № 210                                        |
| 136/29.                            | 2839        | Могила Терскіх А. М, воїна-афганця, рядового.                                                               | цвинтар шахти № 29.                                                                                    | 1979 р.                                                   | -                                                                                   | 12.06.1991 р. № 210                                        |
| 137/30.                            | 2848        | Могила Токмакова М. М, воїна-афганця, сержанта.                                                             | цвинтар шахти № 29.                                                                                    | 1985 р.                                                   | -                                                                                   | 12.06.1991 р. № 210                                        |
| 138/31.                            | 2846        | Могила Толмачова В’. Вф, воїна-афганця.                                                                     | цвинтар шахти № 29.                                                                                    | 1985 р.                                                   | -                                                                                   | 12.06.1991 р. № 210                                        |
| 139/32                             | 24          | Братська могила радянських воїнів Південного фронту і військовополонених.                                   | вул. Шилова, 1; територія ОШ № 86.                                                                     | 1953 р.                                                   | -                                                                                   | 17.12.1969 р. № 724                                        |
| 140/33                             | 96          | Пам'ятник Абакумову Є. Т., організатору вугільної промисловості.                                            | вул. Кірова.                                                                                           | 1967 р.                                                   | Скульптор Скорих О. М.                                                              | 17.12 1969 р. № 724                                        |
| 141/34                             | 71          | Пам'ятник Леніну В. І.                                                                                      | вул. Кірова, 194.                                                                                      | 1948 р                                                    | -                                                                                   | 17.12 1969 р № 724                                         |
| 142/35                             | 1726        | Пам'ятник Леніну В. І.                                                                                      | вул. П. Корчагіна.                                                                                     | 1948 р.                                                   | -                                                                                   | 17.12. 1969 р. № 724                                       |
| 143/36                             | 92          | Пам'ятник Кірову С. М., радянському державному і партійному діячу.                                          | вул. Хабаровська, 1.                                                                                   | 1951 р                                                    | -                                                                                   | 17.12. 1969 р. № 724                                       |
| 144/37                             | 1811        | Пам'ятник на честь революційних подій 1905–1907 рр.                                                         | вул. Куценка, 9.                                                                                       | 1967 р                                                    |                                                                                     | 13.04 1977 р. № 239                                        |
| 145/38                             | 1816        | Пам'ятник воїнам-землякам, шахтарям шахти «Лідієвка».                                                       | вул. Куценка, 9.                                                                                       | 1968 р.                                                   | Автор: Нєфьодов А. В.                                                               | 13.04 1977 р. № 239                                        |
| 146/39                             | 1817        | Пам'ятник воїнам-землякам                                                                                   | вул. Хабаровська, 1.                                                                                   | 1975 р.                                                   |                                                                                     | 13.04 1977 р. № 239                                        |
| 147/40                             | 78          | Будинок, у якому містився штаб 696-го стрілецького полку 383-ї Шахтарської стрілецької дивізії.             | Будинок культури ім. Франка                                                                            | 1977 р.                                                   |                                                                                     | 21.06 2000р № 376                                          |
| 148/41                             | 2064        | Пам'ятний знак на честь дій підпільної групи                                                                | вул. Хабаровська, 1; адміністративна будівля Рутченківського коксохімзаводу                            | .1983 р.                                                  |                                                                                     | 10.11 1984 р № 97.                                         |
| Пам'ятки монументального мистецтва |             | | |                                                           |                                                                                     |                                                            |
| 149/42                             | 105         | Пам'ятник «Борцям за Радянську владу».                                                                      | Площа Свободи.                                                                                         | 1967 р.                                                   | Скульптор: Гінзбург Н. А. Архітектор: Томілло Я. І.                                 | 17.12.1969 р. № 724                                        |
| Куйбишевський район                |             | | |                                                           |                                                                                     |                                                            |
| Пам'ятки історії                   |             | | |                                                           |                                                                                     |                                                            |
| 150/1.                             | 1765        | Братська могила радянських військовополонених.                                                              | вул. Героїв Праці, 3.                                                                                  | 1974 р.                                                   | Архітектор: Алфьоров В. Є.                                                          | 12.02.1975 р. № 84                                         |
| 151/2.                             | 1813        | Братська могила радянських воїнів Південного фронту.                                                        | пл. ім. Куйбишева, біля Будинку культури металургів.                                                   | 1975 р.                                                   | Архітектори: Алфьоров В. Є., Лукашин В. В.                                          | 13.04.1977 р. № 233                                        |
| 152/3.                             | 2827        | Могила Арсьонова В. В, воїна-афганця, рядового, Героя Радянського Союзу.                                    | с-ще Грабарі, цвинтар, корп. 12, ряд 1, мог. 1.                                                        | 1987 р.                                                   | -                                                                                   | 12.06.1991 р. № 210                                        |
| 153/4.                             | 2829        | Могила Мельника В. В, воїна-афганця, старшого лейтенанта.                                                   | с-ще Грабарі, цвинтар, ліворуч від 2-го центрального входу.                                            | 1983 р.                                                   | -                                                                                   | 12.06.1991 р. № 210                                        |
| 154/5.                             | 2832        | Могила Шевцова О. П, воїна-афганця.                                                                         | с-ще Грабарі, цвинтар.                                                                                 | 1990 р.                                                   | -                                                                                   | 12.06.1991 р. № 210                                        |
| 155/6.                             | 2828        | Могила Ніколаєва В. В, воїна-афганця.                                                                       | с-ще Красний Пахар, цвинтар.                                                                           | 1984 р.                                                   | -                                                                                   | 12.06.1991 р. № 210                                        |
| 156/7.                             | 93          | Пам'ятник Куйбишеву В. В. радянському державному діячу.                                                     | пл. ім. Куйбишева                                                                                      | 1969                                                      | Скульп.-р Костін В. М. Водоп'янова К. Архітектор Яковлев М. К.                      | 17.10. 1971 р. № 481                                       |
| 157/8.                             | 1864        | Пам'ятник воїнам-землякам, робітникам заводу гумовотехнічних виробів                                        | вул. Софійська, 14.                                                                                    | 1975 р.                                                   | Архітектори: Шамраєв В. В., Ємєльянов О. Є.                                         | 19.04 1983 р. № 280р                                       |
| 158/9.                             | 100         | Пам'ятник Пушкіну О.С                                                                                       | вул. Защитна, 1.                                                                                       | 1963 р.                                                   | Скульптор Казанська Л. П.                                                           | 17.12. 1969 р. № 724                                       |
| 159/10.                            | 2666        | Будинок, у якому жив і працював Андрєєв І. І, видатний російський вчений-хімік.                             | вул. Умова, 1.                                                                                         | 1915-16 рр.                                               |                                                                                     | 15.09 1989 р. № 296                                        |
| Ленінський район                   |             | | |                                                           |                                                                                     |                                                            |
| Пам'ятки історії                   |             | | |                                                           |                                                                                     |                                                            |
| 160/1.                             | 2002        | Пам'ятний знак на честь виплавки 100-мільйонної тони сталі.                                                 | ЗАО «Донецьксталь» (територія металур-гійного заводу).                                                 | 1969 р.                                                   | -                                                                                   | 19.04.1983 р. № 280-р                                      |
| 161/2.                             | 44          | Братська могила комсомольців-підпільників.                                                                  | Комсомольська площа.                                                                                   | 1957 р.                                                   | Архітектор: Осиченко                                                                | 17.12.1969 р. № 724                                        |
| 162/3.                             | 1999        | Місце колишнього концтабору, у якому було закатовано Качура Я. Д., українського письменника.                | вул. Куйбишева, 67; Будинок культури ім. Леніна.                                                       | Будинок: 1931 р., рек. 1950 р. Меморіальна дошка: 1977 р. | -                                                                                   | 19.04.1983 р. № 280-р                                      |
| 163/4.                             | 42          | Пам'ятник жертвам фашизму.                                                                                  | вул. Куйбишева, 67; біля Будинку культури металургів                                                   | 1965 р. рек. 1994 р.                                      | Скульптор: Бринь Л. А. художник Можчиль Ю. Є. Архітектор: Дроздов А. М.             | 17.12.1969 р. № 724                                        |
| 164/5.                             | 46          | Братська могила радянських воїнів Південного фронту.                                                        | Ленінський пр-т, 47; територія інституту хірургії                                                      | 1961 р.                                                   | -                                                                                   | 17.12.1969 р. № 724                                        |
| 165/6.                             | 1764        | Братська могила радянських воїнів Південного фронту і військовополонених.                                   | Ленінський пр-т, 47; територія інституту хірургії                                                      | 1961 р. рек. 1995 р.                                      | -                                                                                   | 17.12.1969 р. № 724                                        |
| 166/7.                             | 1763        | Місце розстрілу комсомольців-підпільників.                                                                  | лісосмуга на 41 км залізничної колії Доля-Іловайськ.                                                   | 1957 р.                                                   | -                                                                                   | 12.02.1975 р. № 84                                         |
| 167/8.                             | 2989        | «Чотирирубльовий» будинок, у якому мешкали висококваліфіковані працівники Юзівського металургійного заводу. | вул. Прокатників, 1.                                                                                   | 80-ті рр. XIX ст.                                         | -                                                                                   | 8.04.1992 р. № 92                                          |
| 168/9.                             | 2990        | «Чотирирубльовий» будинок, у якому мешкали висококваліфіковані працівники Юзівського металургійного заводу. | вул. Прокатників, 11.                                                                                  | 80-ті рр. XIX ст.                                         | -                                                                                   | 8.04.1992 р. № 92                                          |
| 169/10.                            | 2991        | «Чотирирубльовий» будинок, у якому мешкали висококваліфіковані працівники Юзівського металургійного заводу. | вул. Прокатників, 21.                                                                                  | 80-ті рр. XIX ст.                                         | -                                                                                   | 8.04.1992 р. № 92                                          |
| 170/11.                            | 2047        | Пам'ятний знак на честь спорудження електросталеплавильного цеху.                                           | територія Донецького металургійного заводу.                                                            | 1979 р.                                                   | Інженер-конструктор Козюта А. А.                                                    | 22.02.1984 р. № 97                                         |
| 171/12.                            | 2997        | Будинок, у якому знаходилась «англійська школа».                                                            | вул. Ткаченка, 113.                                                                                    | 80-ті рр. XIX ст.                                         |                                                                                     | 8.04.1992 р. № 92                                          |
| 172/13.                            | 2987        | «Чотирирубльовий» будинок, у якому мешкали висококваліфіковані працівники Юзівського металургійного заводу. | вул. Ткаченка, 121.                                                                                    | 80-ті рр. XIX ст.                                         | -                                                                                   | 8.04.1992 р. № 92                                          |
| 173/14.                            | 2048        | Пам'ятний знак на честь Курако М. К., видатного доменщика.                                                  | вул. Ткаченка, 122.                                                                                    | 1983 р.                                                   | -                                                                                   | 22.02.1984 р. № 97                                         |
| 174/15.                            | 2669        | Цех, у якому працював Бардін І. П, академік, Герой Соціалістичної Праці.                                    | вул. Ткаченка, 122.                                                                                    | 1963 р.                                                   | -                                                                                   | 15.09.1989 р. № 296                                        |
| 175/16.                            | 2988        | «Чотирирубльовий» будинок, у якому мешкали висококваліфіковані працівники Юзівського металургійного заводу. | вул. Ткаченка, 123.                                                                                    | 80-ті рр. XIX ст.                                         | -                                                                                   | 8.04.1992 р. № 92                                          |
| 176/17.                            | 1767        | Пам'ятник воїнам-землякам «Живі-безсмертні».                                                                | вул. Ткаченка, 124; територія Донецького металургійного заводу.                                        | 1970 р.                                                   | Автор: Мілютін В. Я., інженер заводу,, начальник бюро проместетіки                  | 12.02.1975 р. № 84                                         |
| 177/18.                            | 2984        | «Чотирирубльовий» будинок, у якому мешкали висококваліфіковані працівники Юзівського металургійного заводу. | вул. Ткаченка, 127.                                                                                    | 80-ті рр. XIX ст.                                         | -                                                                                   | 8.04.1992 р. № 92                                          |
| 178/19.                            | 2986        | «Чотирирубльовий» будинок, у якому мешкали висококваліфіковані працівники Юзівського металургійного заводу. | вул. Ткаченка, 131.                                                                                    | 80-ті рр. XIX ст.                                         | -                                                                                   | 8.04.1992 р. № 92                                          |
| 179/20.                            | 2985        | «Чотирирубльовий» будинок, у якому мешкали висококваліфіковані працівники Юзівського металургійного заводу. | вул. Ткаченка, 133.                                                                                    | 80-ті рр. XIX ст.                                         | -                                                                                   | 8.04.1992 р. № 92                                          |
| 180/21.                            | 45          | Могила Масловського Н. В., гвардії полковника.                                                              | вул. Ткаченка, 137.                                                                                    | 1965 р.                                                   | Кауфман І. С.                                                                       | 17.12.1969 р. № 724                                        |
| 181/22.                            | 2667        | Місце першого страйку шахтарів Юзівки.                                                                      | вул. Ткаченка, 189.                                                                                    | 1977 р.                                                   | -                                                                                   | 15.09.1989 р. № 296                                        |
| 182/23.                            | 2001        | Пам'ятний знак на честь дій підпільного партійного комітету.                                                | вул. Ткаченка, 189; будівля заводоуправ-ління машзаводу.                                               | Будинок: 1948 р. Меморіальна дошка: 1980 р.               | Архітектор: Гібрашвілі М. Г.                                                        | 19.04.1983 р. № 280-р                                      |
| 183/24.                            | 1867        | Пам'ятник воїнам-землякам, працівникам Донецького машинобудівного заводу.                                   | вул. Ткаченка, 189; територія ВАТ «Донецькгормаш»                                                      | 1971 р. рек. 1987 р.                                      | Скульптор: Баранов М..А.                                                            | 19.04.1983 р. № 280-р                                      |
| 184/25.                            | 2996        | «Скляний» будинок, у якому мешкали англійські керівники і інженери Юзівського металургійного заводу.        | вул. Тушинська, 10.                                                                                    | 80-ті рр. XIX ст.                                         | -                                                                                   | 8.04.1992 р. № 92                                          |
| 185/26.                            | 2992        | «Скляний» будинок, у якому мешкали англійські керівники і інженери Юзівського металургійного заводу.        | вул. Тушинська, 15.                                                                                    | 80-ті рр. XIX ст.                                         | -                                                                                   | 8.04.1992 р. № 92                                          |
| 186/27.                            | 2993        | «Скляний» будинок, у якому мешкали англійські керівники і інженери Юзівського металургійного заводу.        | вул. Тушинська, 18.                                                                                    | 80-ті рр. XIX ст.                                         | -                                                                                   | 8.04.1992 р. № 92                                          |
| 187/28.                            | 2994        | «Скляний» будинок, у якому мешкали англійські керівники і інженери Юзівського металургійного заводу.        | вул. Тушинська, 20.                                                                                    | 80-ті рр. XIX ст.                                         | -                                                                                   | 8.04.1992 р. № 92                                          |
| 188/29.                            | 2995        | «Скляний» будинок, у якому мешкали англійські керівники і інженери Юзівського металургійного заводу.        | вул. Тушинська, 23.                                                                                    | 80-ті рр. XIX ст.                                         | -                                                                                   | 8.04.1992 р. № 92                                          |
| 189/30.                            | 2833        | Могила Гузенка О. М, воїна-афганця.                                                                         | цвинтар с-ща Авдотьїне.                                                                                | 1984 р.                                                   | -                                                                                   | 12.06.1991 р. № 210                                        |
| 190/31.                            | 2826        | Могила Бойка А. М, воїна-афганця, прапорщика                                                                | цвинтар «Донецьке море».                                                                               | 1985 р.                                                   | -                                                                                   | 12.06.1991 р. № 210                                        |
| 191/32.                            | 2850        | Могила Колпакова В.О, воїна-афганця, рядового.                                                              | цвинтар «Донецьке море».                                                                               | 1984 р.                                                   | -                                                                                   | 12.06.1991 р. № 210                                        |
| 192/33.                            | 2831        | Могила Медведева О.В, воїна-афганця.                                                                        | цвинтар «Донецьке море».                                                                               | 1985 р.                                                   | -                                                                                   | 12.06.1991 р. № 210                                        |
| 193/34.                            | 2823        | Могила Пугача Ю. В, воїна-афганця, прапорщика.                                                              | цвинтар «Донецьке море».                                                                               | 1986 р.                                                   | -                                                                                   | 12.06.1991 р. № 210                                        |
| 194/35.                            | 2946        | Могила Токарева В. В., воїна-афганця, старшого лейтенанта.                                                  | цвинтар «Донецьке море».                                                                               | 1984 р.                                                   | -                                                                                   | 12.06.1991 р. № 210                                        |
| 195/36.                            | 103         | Пам'ятник Франку І. Я., українському письменнику, поету, вченому.                                           | бульвар І.Франка.                                                                                      | 1957 р.                                                   | -                                                                                   | 17.12 1969 р. № 724                                        |
| 196/37.                            | 2000        | Пам'ятний знак на честь революційних подій на металургійном заводі                                          | Ленінський р-н вул. Ткаченко,122                                                                       | Будинок 1947 Меморіальна дошка 1977                       |                                                                                     | 19.04. 1983 р. № 280-р                                     |
| 197/38.                            | 1866        | Меморіал на честь комісарів і політпрацівників.                                                             | вул. Купріна, 5; територія в/ч № 4111 МВС України                                                      | 1978 р. рек. 1995 р.                                      | Скульптори: Баранов М. А. Казанська Л. П. Автор: Рожко Ю. В., офіцер                | 19.04. 1983 р. № 280                                       |
| 198/39.                            | 1996        | Місце виступу Будьоного С. М. і Ворошилова К.Є                                                              | .вул. Ткаченка, 104                                                                                    | Будинок: 1955 р. Меморіальна дошка: 1977 р.               |                                                                                     | 19.04 1983 р. № 280-р                                      |
| 199/40.                            | 1998        | Будинок, у якому відбулась підпільна партійна конференція більшовиків Юзівки.                               | вул. Торгова, 28.                                                                                      | Будинок: 1898 Меморіальна дошка 1977 р                    |                                                                                     | 19.04 1989 р. № 280-р                                      |
| 200/41.                            | 1995        | Пам'ятне місце боїв червоноармійців з військами генерала Калєдіна                                           | .вул. Лівобережна;70 територія Заводу металоконструкцій                                                | Будинок 1964 меморіальна дошка 1977                       |                                                                                     | 19.04. 1983 р. № 280-р                                     |
| 201/42.                            | 1815        | Пам'ятник воїнам-землякам                                                                                   | вул. Лівобережна, 70; територія Заводу металоконструкцій.                                              | 1968 р.                                                   | Художник: Нєфьодов А. В.                                                            | 13.04 1977 р. № 239                                        |
| Пам'ятки монументального мистецтва |             | | |                                                           |                                                                                     |                                                            |
| 202/43.                            | 1869        | Пам'ятник Ткаченку І. Ф., Герою Радянського Союзу.                                                          | Площа Металургів.                                                                                      | 1980 р.                                                   | Скульптори: Баранов М. А., Казанська Л. П. Архітектор: Піддубний М..М               | 19.04.1983 р. № 280р                                       |
| Петровський район                  |             | | |                                                           |                                                                                     |                                                            |
| Пам'ятки історії                   |             | | |                                                           |                                                                                     |                                                            |
| 203/1.                             | 37          | Братська могила радянських воїнів Південного фронту.                                                        | вул. Бокія, 1; біля Будинку культури шахти «Трудовская».                                               | 1960 р.                                                   | -                                                                                   | 17.12.1969 р. № 724                                        |
| 204/2.                             | 39          | Братська могила радянських воїнів Південного фронту.                                                        | вул. Кобзаря, 63 (станція Мандрикине).                                                                 | 1960 р.                                                   | -                                                                                   | 17.12.1969 р. № 724                                        |
| 205/3.                             | 36          | Братська могила радянських воїнів Південного фронту.                                                        | вул. Кобринська, 5; ЗОШ № 102.                                                                         | 1960 р.                                                   | -                                                                                   | 17.12.1969 р. № 724                                        |
| 206/4.                             | 38          | Братська могила радянських воїнів Південного фронту.                                                        | вул. Маркіна, 1.                                                                                       | 1960 р.                                                   | -                                                                                   | 17.12.1969 р. № 724                                        |
| 207/5.                             | 22          | Братська могила радянських воїнів Південного фронту.                                                        | вул. Молодогвардійців, 8; біля адмінбудинку шахти № 29.                                                | 1953 р.                                                   | -                                                                                   | 17.12.1969 р. № 724                                        |
| 208/6.                             | 1992        | Пам'ятник воїнам-землякам, шахтарям.                                                                        | пл. Правди, 3.                                                                                         | 1975 р.                                                   | Художник: Дуднік Г.Є,                                                               | 19.04.1983 р. № 280р                                       |
| 209/7.                             | 41          | Братська могила радянських воїнів.                                                                          | пл. Правди, 4; сквер шахти ім. Челюскінців.                                                            | 1960 р.                                                   | -                                                                                   | 13.04.1977 р. № 239                                        |
| 210/8.                             | 40          | Могила Ніколенка А. В., радянського воїна, лейтенанта.                                                      | вул. Торф'яна; цвинтар.                                                                                | 1966 р.                                                   | -                                                                                   | 5.09.1978 р. № 18                                          |
| 211/9.                             | 2849        | Могила Кондратенка Г. В, воїна-афганця, молодшого сержанта.                                                 | с-ще № 16, цвинтар Петровського ремонтно-механічного заводу.                                           | 1984 р.                                                   | -                                                                                   | 12.06.1991 р. № 210                                        |
| 212/10.                            | 2179        | Могила радянського воїна.                                                                                   | цвинтар мікрорайону Петровського ремонтно-механічного заводу.                                          | 1966 р.                                                   | -                                                                                   | 27.07.1987 р. № 344                                        |
| 213/11.                            | 2844        | Могила Сашенкова В. М, воїна-афганця.                                                                       | цвинтар «Петровський».                                                                                 | 1982 р.                                                   | -                                                                                   | 12.06.1991 р. № 210                                        |
| 214/12.                            | 2841        | Могила Костінського П. М, воїна-афганця, рядового.                                                          | цвинтар шахти «Трудовская», почесний сектор.                                                           | 1984 р.                                                   | -                                                                                   | 12.06.1991 р. № 210                                        |
| 215/13.                            | 2847        | Могила Садового В. П, воїна-афганця.                                                                        | цвинтар шахти «Трудовская», почесний сектор.                                                           | 1984 р.                                                   | -                                                                                   | 12.06.1991 р. № 210                                        |
| 216/14.                            | 2838        | Могила Чуєва В. Д, воїна-афганця, старшого сержанта.                                                        | цвинтар шахти «Трудовская», почесний сектор.                                                           | 1980 р.                                                   | -                                                                                   | 12.06.1991 р. № 210                                        |
| 217/15.                            | 1870        | Пам'ятник Леніну В. І.                                                                                      | пл. Правди, 3.                                                                                         | 1961 р.                                                   | тираж                                                                               | 19.04 1983 р. № 280р                                       |
| 218/16.                            | 2006        | Пам'ятник Дзержинському Ф. Е.                                                                               | вул. Петровського, 252.                                                                                | 1977 р.                                                   | Скульптор Баранов М. А.                                                             | 19.04 1983 р. № 280р                                       |
| 219/17.                            | 2670        | 1 Місце лікарні, у якій працював Вєрєсаєв В. В., російський письменник.                                     | вул. Знаменська, 2.                                                                                    | 1981 р.                                                   |                                                                                     | 15.09 1989 р. № 296                                        |
| 220/18.                            | 1868        | Пам'ятник воїнам-землякам, працівникам шахти «Трудівська».                                                  | вул. Раціоналізаторів, 36; біля шахти «Трудовская»                                                     | 1971 р.                                                   |                                                                                     | 19.04 1983 р. № 280р                                       |
| 221/19.                            | 1872        | Пам'ятник Леніну В. І.                                                                                      | вул. Чусовська, 9.                                                                                     | 1970 р.                                                   | Скульптори: Ясиненко М. В., Костін В. М.                                            | 19.04 1983 р. № 280р                                       |
| 222/20.                            | 2671        | Шахта № 29, на якій працював Бринько Петро Антонович.-Герой Радянського Союзу.                              | шахта № 29                                                                                             | 1964 р                                                    |                                                                                     | 15.09 1989 р. № 296                                        |
| 223/21.                            | 73          | Пам'ятник Леніну В. І.                                                                                      | вул. Осовіахіма, 2.                                                                                    | 1947 р                                                    |                                                                                     | 17.12.1969 р. № 724                                        |
| Пам'ятки монументального мистецтва |             | | |                                                           |                                                                                     |                                                            |
| 224/22.                            | 94          | Пам'ятник Петровському Г. І., радянському державному діячу.                                                 | площа ім. Петровського.                                                                                | 196829. р.                                                | Скульптор: Гонтар С. О.                                                             | 5.09.1973 р. № 18                                          |
| Пролетарський район                |             | | |                                                           |                                                                                     |                                                            |
| Пам'ятки історії                   |             | | |                                                           |                                                                                     |                                                            |
| 226/1.                             | 53          | Братська могила радянських воїнів Південного фронту.                                                        | вул. Баклєвського, 1; с-ще шахти № 6 «Червона Зірка».                                                  | 1952 р.                                                   | -                                                                                   | 17.12.1969 р. № 724                                        |
| 227/2.                             | 4           | Могила Ставровієцького В. Р, інженера, лауреата Державної премії СРСР.                                      | вул. Баклєвського, 1.                                                                                  | 1995 р.                                                   | -                                                                                   | 29.03.1999 р. № 161                                        |
| 228/3.                             | 2061        | Братська могила радянських воїнів.                                                                          | вул. 8 Березня, 32.                                                                                    | 1943 р., рек. 1983 р.                                     | -                                                                                   | 10.11.1984 р. № 663-р                                      |
| 229/4.                             | 47          | Братська могила керівників Будьонівського підпілля.                                                         | вул. Будьонівських партизанів, 53.                                                                     | 1957 р.                                                   | Скульптор: Костін В. М.                                                             | 17.12.1969 р. № 724                                        |
| 230/5.                             | 1875        | Пам'ятник Хмельницькому Б. З., державному діячу, гетьману України, полководцю.                              | вул. Велика Магістральна, 29.                                                                          | 1972 р.                                                   | Скульптор: Гевеке П. П. Архітектор: Проценко В. Д.                                  | 19.04.1983 р. № 280р                                       |
| 231/6.                             | 58          | Братська могила радянських воїнів Південного фронту і військовополонених.                                   | вул. ім. «Ізвєстій», 31.                                                                               | 1963 р.                                                   | -                                                                                   | 17.12.1969 р. № 724                                        |
| 232/7.                             | 59          | Братська могила радянських військовополонених.                                                              | вул. Каширська, 7.                                                                                     | 1960 р.                                                   | -                                                                                   | 17.12.1969 р. № 724                                        |
| 233/8.                             | 54          | Братська могила радянських військовополонених.                                                              | вул. Ленського, 13; біля шахтоуправління шахти ім. газети «Правда».                                    | 1960 р.                                                   | -                                                                                   | 17.12.1969 р. № 724                                        |
| 234/9.                             | 56          | Братська могила радянських воїнів Південного фронту.                                                        | вул. Пролетарської Перемоги, 22; сквер.                                                                | 1965 р.                                                   | -                                                                                   | 17.12.1969 р. № 724                                        |
| 235/10.                            | 60          | Могила Табунова Н. П., лейтенанта.                                                                          | вул. Табунова, 1; ЗОШ № 139.                                                                           | 1965 р.                                                   | -                                                                                   | 17.12.1969 р. № 724                                        |
| 236/11.                            | 2818        | Могила Гайдаша Ю. О, воїна-афганця.                                                                         | цвинтар селища Чулківка.                                                                               | 1982 р.                                                   | -                                                                                   | 12.06.1991 р. № 210                                        |
| 237/12.                            | 2861        | Могила Остапенка Ю. В, воїна-афганця, молодшого сержанта.                                                   | цвинтар с-ща шахти № 6 «Капітальна», корп. 7, ряд 3, мог. 4.                                           | 1986 р.                                                   | -                                                                                   | 12.06.1991 р. № 210                                        |
| 238/13.                            | 2867        | Могила Шичінова Ф. Ю, воїна-афганця, сержанта.                                                              | цвинтар с-ща шахти № 6 «Капітальна», ряд 1, мог. 2.                                                    | 1987 р.                                                   | -                                                                                   | 12.06.1991 р. № 210                                        |
| 239/14.                            | 2862        | Могила Кравченка С. А, воїна-афганця, молодшого сержанта.                                                   | цвинтар с-ща шахти № 6 «Червона Зірка», ряд 16, мог. 7.                                                | 1984 р.                                                   | -                                                                                   | 12.06.1991 р. № 210                                        |
| 240/15.                            | 2863        | Могила Масейкіна В. Л, воїна-афганця, рядового.                                                             | цвинтар с-ща шахти № 6 «Червона Зірка», ряд 9, мог. 5.                                                 | 1985 р.                                                   | -                                                                                   | 12.06.1991 р. № 210                                        |
| 241/16.                            | 2820        | Могила Панкова В. М, воїна-афганця, старшого лейтенанта.                                                    | цвинтар с-ща шахти № 6 «Червона Зірка».                                                                | 1984 р.                                                   | -                                                                                   | 12.06.1991 р. № 210                                        |
| 242/17.                            | 2822        | Могила Статкевича Г. Г, воїна-афганця, старшого лейтенанта.                                                 | цвинтар с-ща шахти № 6 «Червона Зірка», ряд 23, мог. 3.                                                | 1988 р.                                                   | -                                                                                   | 12.06.1991 р. № 210                                        |
| 243/18                             | 48          | Братська могила радянських воїнів Південного фронту.                                                        | вул. Юмашева, 31; біля Будинку культури ім. Леніна.                                                    | 1958 р.                                                   | -                                                                                   | 17.12.1969 р. № 724                                        |
| Моспинська міська рада             |             | | |                                                           |                                                                                     |                                                            |
| Пам'ятки історії                   |             | | |                                                           |                                                                                     |                                                            |
| 244/1.                             | 52          | Братська могила радянських воїнів Південного фронту.                                                        | Моспинська м/р, м. Моспине, пл. Жовтнева, вул. Пілягіна, 2.                                            | 1956 р. рек. 1985 р.                                      | -                                                                                   | 17.12.1969 р. № 724                                        |
| 245/2.                             | 49          | Братська могила радянських воїнів Південного фронту.                                                        | Моспинська м/р, м. Моспине, вул. Короленка, 39.                                                        | 1957 р. рек. 1984 р.                                      | -                                                                                   | 17.12.1969 р. № 724                                        |
| 246/3.                             | 9           | Братська могила червоноармійців.                                                                            | Моспинська м/р, м. Моспине, вул. Стаханова.                                                            | 1920 р. рек. 1984 р.                                      | -                                                                                   | 17.12.1969 р. № 724                                        |
| 247/4.                             | 2819        | Могила Авдєєва М. В, воїна-афганця, рядового.                                                               | Моспинська м/р, м. Моспине, цвинтар ряд. 2, мог. 11.                                                   | 1983 р.                                                   | -                                                                                   | 12.06.1991 р. № 210                                        |
| 248/5.                             | 2830        | Могила Аляб'єва О. Л, воїна-афганця.                                                                        | Моспинська м/р, м. Моспине, цвинтар .                                                                  | 1989 р.                                                   | -                                                                                   | 12.06.1991 р. № 210                                        |
| 249/6.                             | 2864        | Могила Яковенка О. В, воїна-афганця, рядового.                                                              | Моспинська м/р, м. Моспине, цвинтар, ряд 1, мог. 48                                                    | 1986 р.                                                   | -                                                                                   | 12.06.1991 р. № 210                                        |
| 250/7.                             | 50          | Братська могила радянських воїнів Південного фронту.                                                        | Моспинська м/р, смт Горбачево-Михайлівка, вул. Клубна, 5.                                              | 1957 р. рек. 1995 р.                                      | -                                                                                   | 17.12.1969 р. № 724                                        |
| 251/8.                             | 7           | Братська могила червоноармійців.                                                                            | Моспинська м/р, смт Горбачево-Михайлівка, вул. Колгоспна, 27.                                          | 1920 р.                                                   | -                                                                                   | 17.12.1969 р. № 724                                        |
| 252/9.                             | 2062        | Братська могила радянських воїнів.                                                                          | Моспинська м/р, с. Михайлівка, вул. Фурманова, 40.                                                     | 1963 р. рек. 1983 р.                                      | -                                                                                   | 10.11.1984 р. № 663р                                       |
| 253/10.                            | 1569        | Братська могила радянських воїнів Південного фронту.                                                        | Моспинська м/р, с. Бирюки, вул. Завоєва, 67.                                                           | 1967 р. рек. 1980 р.                                      | -                                                                                   | 17.12.1969 р. № 724                                        |
| 254/11.                            | 1818        | Пам'ятник воїнам-землякам                                                                                   | вул. Табунова, 1; с-ще шахти № 9 «Капітальна».                                                         | 1967 р.                                                   |                                                                                     | 13.04. 1977 р. № 239                                       |
| 255/12.                            | 2943        | Будинок, у якому формувався 996-й артилерійський полк 383-ї Шахтарської стрілецької дивізії.                | вул. Юмашева, 31; Будинок культури ім. Леніна.                                                         | 1983 р.                                                   |                                                                                     | 12.06 1991 р. № 210                                        |
| 256/13.                            | 2934        | Будинок, у якому формувався 694-й стрілецький полк 383-ї Шахтарської стрілецької дивізії.                   | вул. Батайська, 34;будинок ОШ № 133                                                                    | 1983 р                                                    |                                                                                     | 12.06 1991 р. № 210                                        |
| 257/14.                            | 63          | Пам'ятник воїнам-землякам.                                                                                  | Моспинська м/р, м. Моспине, вул. Короленка, 2.                                                         | 1967 р.                                                   |                                                                                     | 17.12. 1969 р. № 724                                       |
|                                    |             | | |                                                           |                                                                                     |                                                            |

## Джерело
- Пам'ятки Донецької області [Архівовано 30 листопада 2012 у WebCite]